# Zmarli w lipcu 2017

## Lipiec 2017
- 31 lipca
  - Jean-Claude Bouillon – francuski aktor[1]
  - Piotr Dwojacki – polski działacz społeczny[2][3]
  - Jérôme Golmard – francuski tenisista[4]
  - Chuck Loeb – amerykański gitarzysta jazzowy[5]
  - Tom Misson – brytyjski lekkoatleta, chodziarz[6]
  - Jeanne Moreau – francuska aktorka, reżyserka i piosenkarka[7]
  - Edward Potkowski – polski historyk, mediewista, profesor Uniwersytetu Warszawskiego i Akademii Humanistycznej w Pułtusku[8][9]
  - Anton Vratuša – jugosłowiański polityk i dyplomata, przewodniczący Rady Wykonawczej (premier) Socjalistycznej Republiki Słowenii (1978–1980)[10]
- 29 lipca
  - Leszek Ilewicz – polski lekarz, profesor zwyczajny Śląskiego Uniwersytetu Medycznego w Katowicach[11]
  - Lee May – amerykański baseballista[12]
  - Olivier Strebelle – belgijski rzeźbiarz[13][14]
  - Piotr Wandycz – polski i amerykański historyk, profesor Uniwersytetu Yale[15]
- 28 lipca
  - Enzo Bettiza – włoski dziennikarz i polityk, senator i eurodeputowany[16]
  - John G. Morris – amerykański fotoedytor[17]
  - Stanisław Żyjewski – polski sędzia piłkarski i działacz samorządowy[18]
- 27 lipca
  - Stanisław Cieślak – polski samorządowiec, nauczyciel i działacz sportowy[19]
  - Perivaldo Lúcio Dantas – brazylijski piłkarz[20]
  - Abdelmajid Dolmy – marokański piłkarz[21]
  - Wiesław Jaszczyński – polski lotnik i lekarz, prezes Aeroklubu Polskiego[22]
  - Mieczysław Lao – polski transplantolog, prof. dr hab. n. med.[23][24]
  - D.L. Menard – amerykański gitarzysta, piosenkarz i performer[25]
  - Sam Shepard – amerykański dramaturg, scenarzysta i aktor[26]
  - Marty Sklar – amerykański specjalista od marketingu, bliski współpracownik Walta Disneya[27]
  - Tadeusz Wencel – polski lekarz neurochirurg, prof. dr hab. n. med.[28][29]
- 26 lipca
  - Suzanne Allday – angielska lekkoatletka, dyskobolka i kulomiotka[30]
  - Paul Angerer – austriacki dyrygent, altowiolista i kompozytor[31]
  - Fernand Cuvellier – francuski samorządowiec, mer Noyelles-sous-Lens, Honorowy Obywatel Miasta Szczecinka[32][33]
  - June Foray – amerykańska aktorka[34]
  - Leo Kinnunen – fiński kierowca wyścigowy[35]
  - Giovanni Battista Pichierri – włoski duchowny katolicki, arcybiskup Trani-Barletta-Bisceglie[36]
  - Joachim Vobbe – niemiecki duchowny starokatolicki, biskup, zwierzchnik Kościoła Starokatolickiego w Niemczech w latach 1995–2009[37]
  - Anna Zeidler-Janiszewska – polska filozofka i kulturoznawczyni[38][39]
- 25 lipca
  - Hywel Bennett – walijski aktor[40]
  - Gretel Bergmann – amerykańsko-niemiecka lekkoatletka pochodzenia żydowskiego, skoczkini wzwyż[41]
  - Henryk Chołaj – polski ekonomista, prof. zw. dr hab.[42][43]
  - Marian C. Diamond – amerykańska profesor anatomii człowieka i neuroanatomii[44]
  - Michael Johnson – amerykański piosenkarz i gitarzysta country i folk, autor tekstów piosenek[45]
  - Marian Konieczny – polski rzeźbiarz, poseł na Sejm PRL VIII i IX kadencji[46]
  - Ivana Loudová – czeska kompozytor i pedagog[47]
  - Barbara Sinatra – amerykańska modelka, tancerka i filantropka, żona Zeppo Marxa i Franka Sinatry[48][49]
  - Adam Skowroński – polski działacz opozycji w okresie PRL, kawaler orderów[50][51][52]
  - Geoffrey Gurrumul Yunupingu – aborygeński piosenkarz i muzyk[53]
  - Jean Zévaco – francuski duchowny katolicki, lazarysta, biskup[54]
- 24 lipca
  - Zbigniew Gostomski – polski malarz, artysta współczesny, twórca artystycznych eksperymentów, fotografik, profesor ASP w Warszawie, aktor[55]
  - Franciszek Opolski – polski uczestnik II wojny światowej, kawaler Orderu Virtuti Militari[56]
  - Alfons Pilorz – polski językoznawca, profesor KUL[57][58]
  - Władysław Ryba – polski działacz opozycji w okresie PRL, kawaler orderów[59]
- 23 lipca
  - Reginald Arnold – australijski kolarz[60]
  - Kazimierz Grotowski – polski fizyk, profesor Uniwersytetu Jagiellońskiego[61]
  - John Kundla – amerykański trener koszykówki[62]
  - Thomas Lister – nowozelandzki rugbysta, trener[63]
  - Valdir Peres – brazylijski piłkarz[64]
  - Mervyn Rose – australijski tenisista[65]
- 22 lipca
  - Fritz Hellwig – niemiecki polityk i historyk, deputowany, komisarz europejski ds. nauki, badań i informacji (1967–1970)[66]
  - Andrzej Myszkowski – polski operator filmowy[67]
  - Kostiantyn Sytnyk – ukraiński fizjolog, biolog, polityk[68]
  - František Ševčík – czechosłowacki hokeista[69]
  - Artiom Tarasow – radziecko-rosyjski biznesmen[70]
  - Bobby Taylor – amerykański piosenkarz soulowy[71]
  - Zofia Anna Walter – polski biolog, prof. zw. dr hab.[72][73]
  - Hans Björkegren – szwedzki poeta, pisarz i tłumacz[74]
- 21 lipca
  - Peter Doohan – australijski tenisista[75]
  - Gary Waller – brytyjski polityk, deputowany Izby Gmin (1979-1997)[76]
  - John Heard – amerykański aktor[77]
  - Marek Jerzy – polski specjalista w zakresie hodowli kwiatów, prof. dr hab.[78][79]
  - Nikołaj Kamienski – rosyjski skoczek narciarski[80]
  - Christos Markopulos – grecki polityk i chemik, parlamentarzysta krajowy i europejski, minister (1988–1989)[81]
  - Marian Nowiński – polski malarz i grafik, profesor sztuk plastycznych[82]
  - Marcin Nurowski – polski polityk, działacz Stronnictwa Demokratycznego, minister rynku wewnętrznego (1988-1989)[83]
  - Kenny Shields – kanadyjski muzyk rockowy, wokalista zespołu Streetheart[84]
  - Hrvoje Šarinić – chorwacki polityk i inżynier, posiadający również obywatelstwo francuskie, działacz HDZ, premier Chorwacji w latach 1992–1993[85]
  - Deborah Watling – brytyjska aktorka[86]
  - Jurij Zieliński – ukraiński matematyk[87]
- 20 lipca
  - Chester Bennington – amerykański muzyk, wokalista zespołów Linkin Park, Dead by Sunrise i Stone Temple Pilots[88]
  - Andrea Jürgens – niemiecka piosenkarka[89]
  - Bernhard Kempa – niemiecki piłkarz ręczny[90]
  - Claude Rich – francuski aktor[91]
  - Jadwiga Szubartowicz – polska superstulatka[92]
- 19 lipca
  - Miguel Blesa – hiszpański finansista, przewodniczący rady dyrektorów Caja Madrid[93]
  - Maciej Porzycki – polski ratownik górski, współzałożyciel Grupy Krynickiej GOPR, kawaler orderów[94]
  - Ralph Regula – amerykański polityk Partii Republikańskiej[95]
  - Barbara Weldens – francuska piosenkarka[96]
- 18 lipca
  - Andrzej Fonfara – polski hokeista[97]
  - Max Gallo – francuski historyk, pisarz, polityk[98]
  - Adam Głuszek – polski rzeźbiarz, artysta ludowy, laureat Nagrody im. Oskara Kolberga[99]
  - Wojciech Mróz – polski dziennikarz[100]
  - José Luis Sánchez Paraíso – hiszpański lekkoatleta, sprinter, olimpijczyk[101]
- 17 lipca
  - Harvey Atkin – kanadyjski aktor[102]
  - Peter Dachert – amerykański basista, członek zespołu Tuxedomoon[103]
  - Evan Helmuth – amerykański aktor[104]
  - Karol Stryjski – polski pisarz, polityk i politolog[105]
- 16 lipca
  - Trevor Baxter – brytyjski aktor[106]
  - Andrzej Drapella – polski żeglarz[107]
  - Régis Gizavo – madagaskarski akordeonista i piosenkarz[108]
  - Kitty Lux – brytyjska ukulelistka[109]
  - George A. Romero – amerykański reżyser i scenarzysta filmowy[110]
  - Lech Tyszkiewicz – polski historyk, mediewista, profesor Uniwersytetu Wrocławskiego[111]
  - Wilfried – austriacki piosenkarz[112]
- 15 lipca
  - Anne Buttimer – irlandzka geograf[113]
  - Józef Grzelak – polski ekonomista i urzędnik, kawaler orderów[114]
  - Josef Hamerl – austriacki piłkarz[115]
  - Martin Landau – amerykański aktor i producent filmowy i telewizyjny[116]
  - Marjam Mirzachani – irańska matematyczka[117]
  - Babe Parilli – amerykański futbolista[118]
- 14 lipca
  - Feliks Dela – polski strażak, generał brygadier, komendant główny Państwowej Straży Pożarnej w latach 1992–1997[119]
  - Anne Golon – francuska pisarka[120]
  - Julia Hartwig – polska poetka, eseistka i tłumaczka literatury pięknej[121]
  - Marek Wysocki – polski aktor i kompozytor[122]
- 13 lipca
  - Ina-Maria Federowski – niemiecka piosenkarka[123]
  - Giovanni Franzoni – włoski działacz katolicki, przedstawiciel komunizmu chrześcijańskiego, uczestnik II Soboru watykańskiego[124][125]
  - Fresh Kid Ice – amerykański raper pochodzący z Trynidadu, muzyk zespołu 2 Live Crew[126]
  - Egil Kapstad – norweski pianista jazzowy, kompozytor i aranżer[127]
  - Maciej Krzanowski – polski lekarz i polityk, senator I kadencji[128]
  - Liu Xiaobo – chiński pisarz i literaturoznawca, dysydent, laureat Pokojowej Nagrody Nobla (2010)[129]
  - Michał Troszyński – polski lekarz, ginekolog, profesor nauk medycznych[130]
- 12 lipca
  - Chuck Blazer – amerykański działacz sportowy, sekretarz generalny CONCACAF w latach 1990–2011[131][132]
  - Józef Czerwiński – polski uczestnik II wojny światowej oraz powojenny działacz kombatancki, kawaler orderów[133][134]
  - Janusz Jankowski – polski specjalista budowy i eksploatacji maszyn, prof. dr hab., wykładowca Politechniki Warszawskiej[135][136]
  - Franciszek Kosowicz – polski uczestnik II wojny światowej oraz działacz emigracyjny, kawaler orderów[137]
  - Tamara Miansarowa – radziecka piosenkarka[138]
  - Lech Morawski – polski prawnik, profesor nauk prawnych, sędzia Trybunału Konstytucyjnego[139]
  - Ray Phiri – południowoafrykański muzyk jazzowy[140]
  - Symcha Symchowicz – polsko-kanadyjski pisarz i poeta pochodzenia żydowskiego, piszący głównie w języku jidysz[141]
  - Andrzej Szymański – polski lekarz, prof. dr hab. n. med.[142]
- 11 lipca
  - Fikret Hakan – turecki aktor[143]
  - Abdullah Hayayei – saudyjski oszczepnik i kulomiot, paraolimpijczyk[144]
  - Aleksander Kaszowski – polski żeglarz[145][146]
  - Éva Schubert – węgierska aktorka[147]
  - Luigi Ferdinando Tagliavini – włoski organista, klawesynista i muzykolog[148]
- 10 lipca
  - Jim Bush – amerykański trener lekkoatletyczny[149]
  - Peter Härtling – niemiecki pisarz[150]
  - Claes Ivarsson – szwedzki żużlowiec[151][152]
  - Regina Jawor – polska działaczka powojennego podziemia antykomunistycznego, dama orderów[153][154]
  - Jan Majewski – polski duchowny katolicki, poseł na Sejm I kadencji[155]
  - Isabelle Sadoyan – francuska aktorka[156]
- 9 lipca
  - Ilja Głazunow – rosyjski artysta malarz[157]
  - Bernard Hanaoka – polski projektant i dyktator mody, reżyser teatralny, kostiumolog, aktor[158]
  - Susanne Lotarski – amerykańska działaczka polonijna[159][160]
  - Anton Nosik – rosyjski bloger i dziennikarz[161][162]
  - Józef Przytuła – polski dyrygent, dyrektor Orkiestry Symfonicznej im. Karola Namysłowskiego w Zamościu w latach 1977–1983[163]
  - Paquita Rico – hiszpańska aktorka i piosenkarka[164]
  - Petro Wuszko – ukraiński działacz kombatancki, przewodniczący Bractwa OUN-UPA rejonu jaworowskiego obwodu lwowskiego, kawaler orderów[165][166]
- 8 lipca
  - Nelsan Ellis – amerykański aktor[167]
  - Andrzej Gajewicz – polski żeglarz w klasie Finn[168]
  - Elsa Martinelli – włoska aktorka[169]
  - Seiji Yokoyama – japoński kompozytor muzyki filmowej[170]
- 7 lipca
  - Suzanne Chaisemartin – francuska organistka[171]
  - Aleksiej Grażdankin – rosyjski socjolog[172]
  - Bogusław Jankowski – polski ekspert w dziedzinie transportu publicznego[173]
  - Ewa Nechay-Lempart – polska szybowniczka[174]
  - Stanisław Soszyński – polski artysta plastyk[175]
- 6 lipca
  - Michel Aurillac – francuski polityk, minister ds. współpracy w latach 1986–1988[176]
  - Andrzej Chodubski – polski politolog, profesor zwyczajny Uniwersytetu Gdańskiego[177]
  - Giovanni Gremoli – włoski duchowny katolicki, biskup[178]
  - Nancy Jeffett – amerykańska tenisistka, działaczka tenisowa[179]
  - Konstanty Lewkowicz – polski filmowiec[180][181]
  - Stanisław Sadowski – polski agronom, fitopatolog i mykolog, prof. dr hab.[182][183][184]
  - Heinz Schneiter – szwajcarski piłkarz[185]
  - Frederick Tuckman – brytyjski polityk i konsultant pochodzenia żydowskiego, eurodeputowany I i II kadencji (1979–1989)[186]
- 5 lipca
  - Pierre Henry – francuski kompozytor[187]
  - Jerzy Łastowski – polski żołnierz, więzień Łukiszek, uczestnik operacji „Ostra Brama”, członek Związku Walki Zbrojnej i Armii Krajowej, porucznik Wojska Polskiego[188]
  - Joaquín Navarro-Valls – hiszpański dziennikarz, lekarz, w latach 1984–2006 dyrektor Biura Prasowego Stolicy Apostolskiej[189]
  - Joachim Meisner – niemiecki duchowny katolicki, biskup diecezjalny Berlina, arcybiskup metropolita Kolonii, kardynał[190]
  - Irena Ratuszyńska – rosyjska pisarka, poetka i opozycjonistka w czasach ZSRR[191][192]
  - Andrzej Trzebski – polski fizjolog i neurofizjolog, profesor nauk medycznych, członek rzeczywisty Polskiej Akademii Nauk[193]
- 4 lipca
  - John Blackwell Jr. – amerykański perkusista[194]
  - Gene Conley – amerykański koszykarz i baseballista[195]
  - Ji-Tu Cumbuka – amerykański aktor[196]
  - Józef Fuśniak – polski pilot, uczestnik II wojny światowej w ramach Polskich Sił Powietrznych w Wielkiej Brytanii[197][198]
  - Daniił Granin – rosyjski pisarz[199]
  - Andrzej Hadzik – polski specjalista nauk o kulturze fizycznej, prof nadzw. Akademii Wychowania Fizycznego w Katowicach[200][201][202]
  - Bożena Motylewska-Wielopolska – polski muzykolog, fotoreporter i kostiumograf[203][204]
  - Babatunde Osotimehin – nigeryjski polityk, lekarz, minister zdrowia w latach 2008–2010[205]
  - Ntuthuko Radebe – południowoafrykański piłkarz[206]
  - Zygmunt Szulc – polski działacz sportowy, prezes AZS-AWF Warszawa[207]
  - Marian Zawisła – polski artysta plastyk[208]
- 3 lipca
  - Jose Luis Cuevas – meksykański rzeźbiarz i malarz[209]
  - Mieczysław Pater – polski historyk, profesor Uniwersytetu Wrocławskiego[210]
  - Aaron Rajman – amerykański zawodnik MMA[211]
  - Solvi Stubing – niemiecka aktorka[212]
  - Paolo Villaggio – włoski aktor i pisarz[213]
- 2 lipca
  - Smith Hart – kanadyjski wrestler[214]
  - Wołodymyr Małaniuk – ukraiński szachista[215]
  - Stanisław Pruski – polski fizyk, nauczyciel akademicki Uniwersytetu Mikołaja Kopernika w Toruniu[216]
  - Chris Roberts – niemiecki piosenkarz pop[217][218]
  - Andrzej Antoni Widelski – polski malarz, grafik, doktor sztuki[219]
  - Zbigniew Wielgosz – polski historyk, prof. UAM[220]
  - Tatjana Zatułowska – rosyjska szachistka[221]
- 1 lipca
  - Wiesław Dembski – polski malarz, wykładowca akademicki[222]
  - Wacław Derlicki – polski działacz samorządowy, naczelnik gminy Kurzętnik (1984–1990),  burmistrz Brodnicy (1990–1998, 2002–2010), starosta nowomiejski (1999–2002)[223]
  - Zbigniew Nawrocki – polski historyk[224]
  - Stevie Ryan – amerykańska aktorka i osobowość internetowa[225]
  - Paweł (Saliba) – libijski duchowny, biskup prawosławnego Patriarchatu Antiocheńskiego[226]
  - Heathcote Williams – angielski aktor, działacz polityczny, dramaturg i poeta[227]

data dzienna nieznana
- Ettore Bertoni – włoski piłkarz[228]
- Eliza Gawryluk – polska lekkoatletka, specjalistka od długich dystansów[229]
- Sergiej Petrosjan – rosyjski sztangista[230]
- Jadwiga Seremak-Bulge – polska ekonomistka, prof. dr hab.[231]